# 에드먼드 헨리 피셔
에드먼드 헨리 피셔(영어: Edmond Henri Fischer, 1920년 4월 6일 ~ 2021년 8월 27일)는 스위스계 미국 생화학자이다. 1992년에 단백질의 인산화에 대한 연구로 에드윈 G. 크레브스와 함께 노벨 생리학·의학상을 수상하였다.

## 수상 경력
- 1992년 : 노벨 생리학·의학상

## 회원
- 1973년 : 미국 과학 아카데미 회원[3]
- 2010년 : 왕립학회 외국인 회원[1]